# ATryn

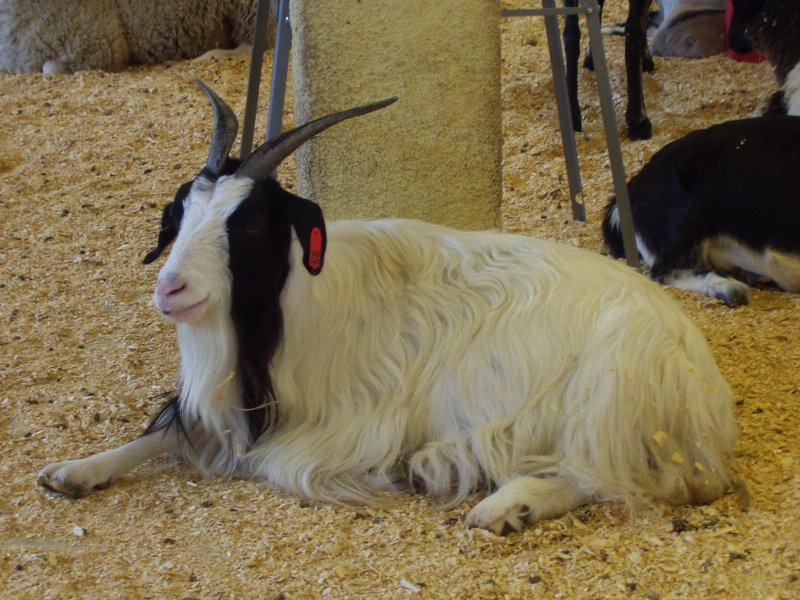
El principio activo del medicamento es obtenido de la leche de cabras modificadas genéticamente

ATryn es el nombre comercial de una forma recombinante de la antitrombina humana alfa, AT.Es el primer medicamento aprobado por la Administración de Fármacos y Alimentos estadounidense (FDA) para el tratamiento de humanos, producido mediante el uso de animales genéticamente modificados, cosa que ocurrió el 6 de febrero de 2009. En la Unión Europea había sido aprobado el 28 de julio de 2006.
Su principio activo es obtenido utilizando cabras que han sido modificadas para que su leche contenga antitrombina humana.

## Principio activo
La droga viene en la forma de un polvo blanco que se utiliza para preparar una infusión intravenosa, que contiene antitrombina alfa humana recombinante, una proteína de la sangre que posee propiedades anticoagulantes y antiinflamatorias, que es producida naturalmente por individuos sanos, y previene la formación de coágulos en las venas y arterias.

## Usos
El medicamento fue aprobado para tratamiento preventivo de trombosis venosa profunda, u otros tromboembolismos para pacientes que sufran de deficiencia hereditaria de AT, que vayan a sufrir procedimientos quirúrgicos de riesgo, o partos.
Las personas víctimas de esta deficiencia hereditaria son escasos, 1 en 5.000, por lo que la FDA aplicó la definición de medicamento huérfano. Éstos son protegidos en Estados Unidos por el Acta de Medicamentos Huérfanos de 1983, que crea incentivos para la producción de drogas que traten enfermedades raras.
No se recomienda su uso en personas que sean alérgicas a la leche de cabra o sus derivados.

## Producción
La empresa propietaria de la droga, GTC Biotherapeutics, obtiene la proteína de la leche de un rebaño de unas 200 cabras domésticas (Capra aegagrus hircus) modificadas genéticamente que viven bajo cuarentena en una granja de alta seguridad en Massachusetts.
Las cabras poseen cinco copias de ADN construido que produce directamente antitrombina humana, localizado en el sitio GTC 155-92, insertados en los embriones de cabra usando la técnica de microinyección, bajo el control de un promotor de la beta caseína.
Esta forma de producción tiene la ventaja de que la materia prima es más segura que las formas comerciales hasta la fecha, pues éstas son obtenidas de plasma sanguíneo humano, y el historial médico de las cabras productoras es conocido con mayor profundidad que la posible con donantes humanos.
GTC Biotherapeutics ha dicho que cada cabra puede producir anualmente tanta antitrombina como 90.000 donaciones de plasma, y que de ser necesaria una producción mayor, el rebaño puede ser ampliado.

### Seguridad
Las cabras son tatuadas en las orejas antes de 24 horas de nacidas con una marca distintiva, y se les implanta un transceptor subcutáneo, además de una etiqueta adosada al cuello con velcro, para una identificación rápida, en caso de existir una fuga.
La locación de la granja fue escogida para minimizar el riesgo de contagio con alguna enfermedad y asegurar la contención de las cabras. Tiene un doble cercado y sistema de vigilancia. Los corrales son de material lavable, y algunos poseen ventilación artificial. Las cabras tienen libre acceso a un patio al aire libre cubierto de gravilla.

## Aprobación
En Europa, en la fase de prueba en humanos se realizó un estudio con 14 pacientes de entre 21 y 74 años, con deficiencia de antitrombina congénita, y con riesgo de un episodio tromboembólico (5 quirúrgico y 9 por parto). Al finalizar el experimento, sólo dos pacientes habían sufrido un episodio trombovascular, y sólo uno requirió tratamiento. Finalmente fue aprobada el 28 de julio de 2006
En Estados Unidos, luego de las pruebas en modelos experimentales, la FDA condujo una prueba clínica con que incluyó a 31 pacientes con deficiencia hereditaria de AT, que recibieron la droga antes, durante o después del parto. Todos menos uno de los pacientes tenía historias de trombosis, y sólo uno de los pacientes tratados la desarrolló durante el experimento. Los números tan bajos de pacientes de prueba se deben a la rareza de la enfermedad.
La reacción adversa más común fue hemorragia en el sitio de la inyección, en un 5% de los pacientes. Otros efectos secundarios son mareos, vómitos, secreción en la herida y dolor de cabeza.
También se revisó por siete generaciones la estabilidad genética de las cabras, sin encontrarse variaciones en la secuencia modificada, ni  efectos pernicioso para las cabras mismas.
Como parte de la aprobación, la FDA prohibió que las cabras productoras de leche fueran utilizadas como alimento humano o animal.